# 핼리벗

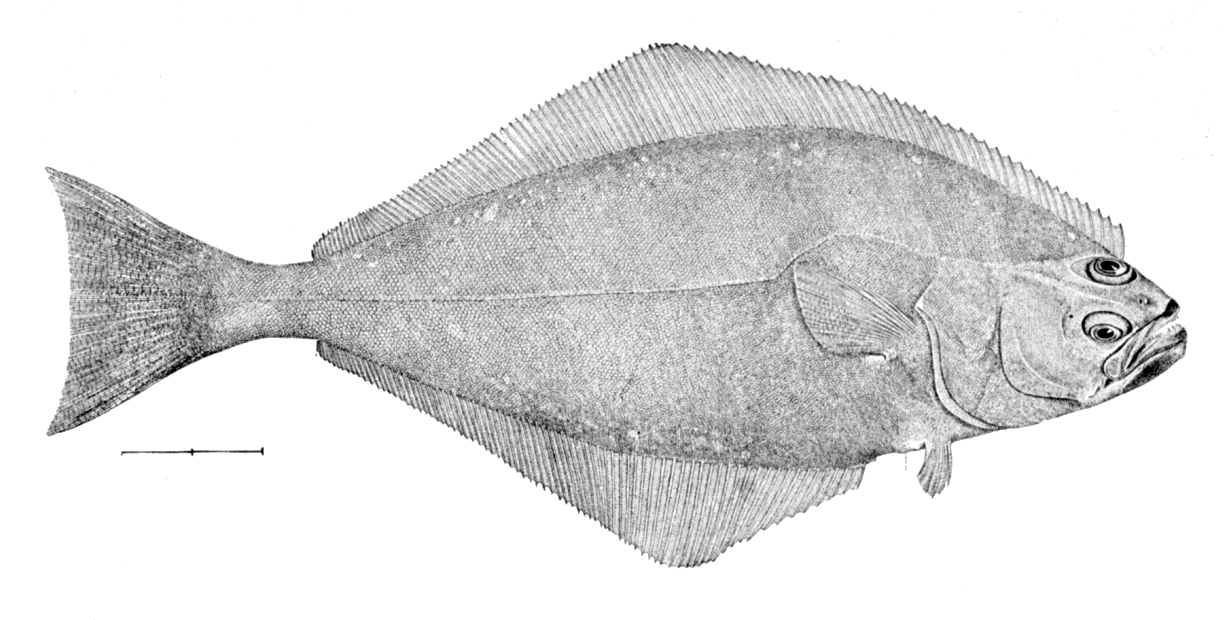

핼리벗(Halibut)은 가자미과에 속하는 세 종의 가자미를 통칭하는 말이다. 일부 지역에서는 드물게 다른 종의 큰 넙치도 핼리벗이라고 불린다.
이 단어는 가톨릭 축일에 인기가 많아 '거룩한'을 뜻하는 'haly'와 '넙치'를 뜻하는 'butte'에서 유래했다. 핼리벗은 저서성 어류로 식용뿐만 아니라 낚시용으로도 높은 평가를 받고 있다.